# Biedronka
Biedronka je obchodní řetězec působící v Polsku a na Slovensku.

## Historie
Zakladatelem maloobchodního řetězce Biedronka byl podnikatel Mariusz Świtalski. První prodejna byla otevřena v Poznani 6. dubna 1995.
V roce 1997 koupil Jerónimo Martins od společnosti Elektromis 210 obchodů Biedronka a od té doby se tento řetězec dynamicky rozvíjí.
V roce 2008 Biedronka převzala obchody německého řetězce Plus.

## Logo
Název „Biedronka“ je polské slovo pro slunéčko sedmitečné, které je také stylizováno jako logo. Biedronka je jednou z nejznámějších značek v Polsku.